# بواخو هيرنانديز
بواخو هيرنانديز (بالإسبانية: Cristian Edgardo Amado)‏ (7 يونيو 1985 ببويرتو جواسيو في الأرجنتين - ) هو لاعب كرة قدم أرجنتيني في مركز الهجوم. لعب مع أتليتيكو كلوب دي برتغال ونادي تونديلا وإمورتال دسبورتيفو ‏ ونادي بورتيمونينسي وSport Benfica e Castelo Branco ‏.

## روابط خارجية
- بواخو هيرنانديز على موقع قاعدة بيانات كرة القدم.إي يو (الإنجليزية)
- بواخو هيرنانديز على موقع Soccerway.com (الإنجليزية)
- بواخو هيرنانديز على موقع AS.com (الإسبانية)